# Mette Kierkgaard
Mette Kierkgaard, née le 5 mars 1972 à Ribe au Danemark, est une femme politique danoise, membre des Modérés.

## Biographie
Fille d'Ove Tobiasen et de Kirsten Nordahl, elle est mariée à Thomas Kierkgaard.
Elle est diplômée d'un doctorat en sociologie politique obtenu à l'université d'Aalborg et d'une maîtrise en gestion publique de l'université du Danemark du Sud et de l'université d'Aarhus.
Membre des Modérés, elle est élue députée au Folketing pour la circonscription du Jutland du Sud lors des élections législatives du 1er novembre 2022. Le 15 décembre, elle est nommée ministre des Personnes âgées au sein du gouvernement de coalition de Mette Frederiksen.